# 石橋村 (福島県)
石橋村（いしばしむら）は、昭和17年（1942年）まで福島県相馬郡西部にあった村。現在の飯舘村臼石・二枚橋・須萱・関根・前田・松塚にあたる。

## 地理
- 河川：新田川
- 山岳：無垢路岐山、三郷森

## 歴史
- 明治22年（1889年）4月1日 - 町村制施行にともない、臼石村・二枚橋村・須萱村・関根村・前田村・松塚村の計6か村が合併して行方郡石橋村が発足。飯曽村と組合村を形成。
- 明治29年（1896年）4月1日 - 行方郡と宇多郡が合併して相馬郡が発足。相馬郡石橋村となる。
- 昭和17年（1942年）4月1日 - 飯曽村と合併し、改めて飯曽村が発足。

## 行政
- 歴代村長

飯曽・石橋組合村長
（飯曽村の項を参照）

## 地域

### 人口
| 1920年 | 886人   |  |
| 1925年 | 959人   |  |
| 1930年 | 992人   |  |
| 1935年 | 1,068人 |  |
| 1940年 | 1,101人 |  |

※国勢調査による

### 教育
- 飯曽国民学校臼石分教場